# Mustafa Balel

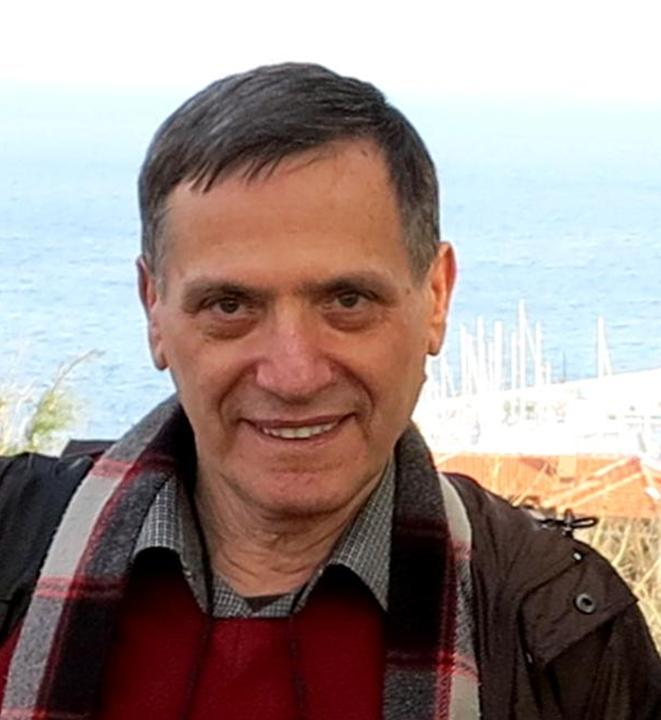
Mustafa Balel

Mustafa Balel (ur. 1 września 1945 w Sivas) – turecki prozaik, powieściopisarz, tłumacz.

## Dzieła
Powieści
- Peygamber Çiçeği (Le bleuet, 1981; 2005)
- Asmalı Pencere (La fenêtre à la vigne, 1983; 2011)
- پنجره‌ای به شاخسار تاک (Window With the Grapevine, roman in Persian, Peydayesh Publishing, Tehran, 2017)
- Bizim Sinemamız Var ! (Mais voyons, nous avons le cinéma !, 1979; 2010)
- Cumartesiye Çok Var mı? (Samedi, c'est loin ?, 1982; 2011)
- جامه‌های سفیر (Les costumes du consul, roman pour les ados en langue persane, Hamshahri Collection, Tehran, 2015,)

### Opowiadania
- Kurtboğan (Le rocher dit Engorge - Loup, 1974)
- Kiraz Küpeler (Les boucles d'oreilles de cerises, 1978; 2010)
- Gurbet Kaçtı Gözüme (l'Exil dans mes yeux, 1982)
- Turuncu Eleni (Eleni l'Orange, 1992)
- Nöbetçi Ayakkabıcı Dükkanı (Boutique de chaussures de garde, 2005)
- Karanfilli Ahmet Güzellemesi (Eloge pour Ahmet à l'oeillet, 2005)
- Etiyopya Kralının Gözleri (Les yeux du roi d'Éthiopie, 2011)
- Dedemin Bakır Koltukları (Fauteuil en cuivre du grand-père, 2011)
- Havlamayı Unutan Köpek (Le chien qui oublie aboyer, 2012)
- Ressamın Kedisi (Le chat du peintre, 2014)
- Inițiatoarea (recueil de nouvelles en langue roumaine, Editura Tracus Arte, Bucharest, 2014)

### Relacje z podróży
- Bükreş Günleri (Les jours de Bucarest, 1985)
- İstanbul Mektupları / Avrupa Yakası (Lettres d’Istanbul / Côte européenne'', 2009)